# Яунлайценская волость
Яунлайценская волость (латыш. Jaunlaicenes pagasts) — одна из шестнадцати территориальных единиц Алуксненского края Латвии. Находится на севере края. Граничит с Вецлайценской, Зиемерской и Алсвикской волостями своего края, а также с Апской волостью Смилтенского края.
Крупнейшими населёнными пунктами волости являются сёла: Яунлайцене (волостной центр), Апекалнс, Вецини.
Через Яунлайценскую волость, севернее села Яунлайцене, проходит одна из главных латвийских автодорог A2 (Рига — Сигулда — эстонская граница), являющаяся частью Европейского маршрута E 77.
У села Апекалнс, на одноимённом холме высотой 235 метров над уровнем моря, стоит Апекалнская лютеранская церковь. В селе Яунлайцене сохранились постройки бывшего поместья, работает краеведческий музей. 
На границе с Зиемерской волостью находится высочайшая точка Алуксненской возвышенности — холм Делинькалнс с оборудованной туристической тропой. 
По территории волости протекают реки: Апшупите, Варнупите, Звиргздупите. Из крупных водоёмов имеется озеро Палпиерис.

## История
Волость была создана в 1919 году на землях Яунлайценского поместья.
В 1935 году площадь Яунлайценской волости Валкского уезда составляла 161,9 км², при населении в 2163 жителя.
В 1945 году в Яунлайценской волости были созданы Яунлайценский и Грубский сельские советы, находившиеся в 1946—1949 годах в составе Алуксненского уезда.
После отмены в 1949 году волостного деления Яунлайценский сельсовет входил поочерёдно в состав Апского (1949-1956), Алуксненского (1956—1962, 1967—2009) и Гулбенского (1962—1967) районов.
В 1954 году к Яунлайценскому сельсовету была присоединена территория ликвидированного Грубского сельского совета. В 1963 году территория колхоза «Падомью Дзимтене» Яунлайценского сельсовета была переподчинена Апской сельской территории.
В 1990 году Яунлайценский сельсовет был реорганизован в волость. В 2009 году, по окончании латвийской административно-территориальной реформы, Яунлайценская волость вошла в состав Алуксненского края.